# Porophoromyces tmesiphori
Porophoromyces tmesiphori är en svampart som beskrevs av Thaxt. 1926. Porophoromyces tmesiphori ingår i släktet Porophoromyces och familjen Laboulbeniaceae.   Inga underarter finns listade i Catalogue of Life.